# Каркас западный
Каркас западный (лат. Celtis occidentalis) — вид древесных растений рода Каркас (Celtis) семейства Коноплёвые (Cannabaceae).
Используется в степном лесоразведении.
В Европе известен с 1856 года.

## Ботаническое описание
|              |
|              |
| Лист и плоды |

Дерево высотой до 30—40 (45) м, со стволом диаметром до 1—1,5 м покрытым тёмной, грубо трещиноватой корой.
Листья яйцевидные или продолговато-яйцевидные, длиной 5—15 см, шириной 3—7 см, тонкие, с верхушкой, оттянутой в остроконечие, пильчатые, с слабо клиновидным, цельнокрайным основанием, сверху голые и гладкие, светло-зелёные, блестящие, снизу бледнее и опушённые по жилкам, на черешках длиной 1—1,5 мм.
Плоды шаровидные тёмно-пурпурные, иногда оранжевые, диаметром 7—10 мм.
Цветение в апреле — мае. Плодоношение в сентябре.

## Распространение и экология
В природе ареал вида охватывает Северную Америку — основной ареал ограничен штатами Северная Дакота, Огайо, Теннесси и Оклахома; второй ареал протянулся вдоль атлантического побережья от штата Массачусетс до штата Виргиния; отдельные области находятся в южных штатах от Миссисипи до Северной Каролины и в канадских провинциях Квебек, Онтарио и Манитоба.
Произрастает на сухих почвах в лесной и степной зонах. Довольно зимостоек.

## Классификация

### Таксономия
Вид Каркас западный входит в род Каркас (Celtis) семейства Коноплёвые (Cannabaceae) порядка Розоцветные (Rosales).
|  |                                      |  |                                                             |                                                             |                      |  | ещё 8 семейств (согласно Системе APG II) | ещё 8 семейств (согласно Системе APG II) |                     |  |  |  | ещё около 70 видов |
|  |                                      |  |                                                             |                                                             |                      |  | ещё 8 семейств (согласно Системе APG II) | ещё 8 семейств (согласно Системе APG II) |                     |  |  |  | ещё около 70 видов |
|  |                                      |  |                                                             | порядок Розоцветные                                         |                      |  |                                          |                                          | род Каркас          |  |  |  |                    |
|  |                                      |  |                                                             | порядок Розоцветные                                         |                      |  |                                          |                                          | род Каркас          |  |  |  |                    |
|  | отдел Цветковые, или Покрытосеменные |  |                                                             |                                                             | семейство Коноплёвые |  |                                          |                                          | вид Каркас западный |  |  |  |                    |
|  | отдел Цветковые, или Покрытосеменные |  |                                                             |                                                             | семейство Коноплёвые |  |                                          |                                          |                     |  |  |  |                    |
|  |                                      |  | ещё 44 порядка цветковых растений (согласно Системе APG II) | ещё 44 порядка цветковых растений (согласно Системе APG II) |                      |  |                                          | ещё 9 родов                              | ещё 9 родов         |  |  |  |                    |
|  |                                      |  |                                                             | ещё 44 порядка цветковых растений (согласно Системе APG II) |                      |  |                                          |                                          | ещё 9 родов         |  |  |  |                    |

### Разновидности
В рамках вида выделяют ряд разновидностей:
- Celtis occidentalis var. canina (Raf.) Sarg.
- Celtis occidentalis var. occidentalis
- Celtis occidentalis var. pumila (Pursh) Gray